# Дроздов, Александр Андреевич
Алекса́ндр Андре́евич Дроздо́в (24 мая 1924, дер. Веретье, Ленинградская губерния — 2 февраля 1945, Любушское воеводство) — помощник командира взвода 389-го отдельного сапёрного батальона старшина — на момент представления к награждению орденом Славы 1-й степени.

## Биография
Родился 24 мая 1924 года в деревне Веретье (ныне — Порховского района Псковской области). Жил в деревне Дертины (ныне — Струго-Красненского района). В 1940 году окончил 7 классов и уехал в город Псков. Окончил фабрично-заводское училище, получил специальность строителя. По направлению уехал работать на новостройки Сибири, в город Новосибирск.
С началом войны пришёл в военкомат. Так как возраст был ещё не призывной, прибавил себе год. В августе 1941 года добровольцем через Октябрьский райвоенкомат города Новосибирска ушёл в Красную Армию. На фронте с апреля 1943 года.
Воевал на Западном и 1-м Белорусском фронтах в сапёрных частях. В августе-сентябре 1943 года участвовал в освобождении Смоленщины, был награждён орденом Красной Звезды (19.8.1943) и медалью «За отвагу» (8.2.1944). Член ВКП(б) с 1943 года. К февралю 1944 года старший сержант Дроздов был помощником командира взвода 389-го отдельного саперного батальона 222-й стрелковой дивизии.
6-8 февраля 1944 года в ходе инженерной разведки у деревни Поповка старший сержант Дроздов быстро выбрал место для переправы через реку Проня и под огнём противника умело руководил работой отделения сапёров по её оборудованию.
Приказом от 17 февраля 1944 года старший сержант Дроздов Александр Андреевич награждён орденом Славы 3-й степени.
23 июня 1944 года, действуя в составе тех же дивизии и армии на 2-м Белорусском фронте, старший сержант Дроздов установил с подчинёнными два штурмовых мостика на реке Проня южнее города Горки, 50 км восточнее города Шклов Могилёвской области, обеспечивая успешный бросок через реку. При форсировании Днепра южнее города Шклов, 40 км севернее города Могилёв, активно участвовал в строительстве парома, а затем в переправе на нём артиллерии. 24-25 июня сделал проходы во вражеских заграждениях и вместе со стрелками отражал контратаки противника северо-западнее совхоза «Тарки».
Приказом от 26 августа 1944 года старший сержант Дроздов Александр Андреевич награждён орденом Славы 2-й степени.
В ходе Висло-Одерской операции в январе 1945 года, воюя в составе того же полка и дивизии, старшина Дроздов с отделением сапёров разведал мост через реку Просна в районе города Калиш и под огнём противника разминировал его, ускорив переправу артиллерии. 26 января обследовал два моста через каналы Мошенер, Прут-1 и снял с них мины. Был представлен к награждению орденом Славы 1-й степени.
Высокую награду получить не успел. Наступление продолжалось, и 2 февраля 1945 года старшина Дроздов погиб в бою. Похоронен у реки Одер в городе Цибинген.
Указом Президиума Верховного Совета СССР от 24 марта 1945 года за образцовое выполнение заданий командования в боях с захватчиками старшина Дроздов Александр Андреевич награждён орденом Славы 1-й степени. Стал полным кавалером ордена Славы.
Награждён орденами Красной Звезды, Славы 3-х степеней, медалями, в том числе «За отвагу».